# Carex boryana
Espèce
Classification phylogénétique
Carex boryana est une espèce de plantes du genre Carex et de la famille des Cyperaceae.